# Lupang Hinirang
Lupang Hinirang és l'himne nacional de les Filipines. L'original és en castellà, però l'oficial n'és una traducció al tagal.

## Lletra en castellà
Tierra adorada
Hija del sol de Oriente,
Su fuego ardiente
en ti latiendo está.
¡Tierra de amores!
Del heroísmo cuna,
Los invasores
No te hallarán jamás.
En tu azul cielo, en tus auras,
En tus montes y en tu mar
Esplende y late el poema
De tu amada libertad.
Tu pabellón, que en las lides
La victoria iluminó,
No verá nunca apagados
Sus estrellas y su sol.
Tierra de dichas, del sol y de amores,
En tu regazo dulce es vivir.
Es una gloria para tus hijos,
Cuando te ofenden, por ti morir.

## Lletra en tagal
Bayang magiliw,
Perlas ng silanganan,
Alab ng puso,
Sa dibdib mo'y buhay
Lupang hinirang,
Duyan ka ng magiting
Sa manlulupig,
Di ka pasisiil.
Sa dagat at bundok,
Sa simoy at sa langit mong bughaw,
May dilag ang tula at awit
sa paglayang minamahal.
Ang kislap ng watawat mo'y
Tagumpay na nagniningning.
Ang bituin at araw niya
Kailan pa ma'y di magdidilim
Lupa ng araw, ng lualhati't pagsinta,
Buhay ay langit sa piling mo.
Aming ligaya na pag may mang-aapi,
Ang mamatay ng dahil sa iyo.

## Traducció catalana de l'original en espanyol
Terra adorada,
Filla del sol d'orient,
El seu foc ardent,
En tu bategant està.
¡Terra d'amors!
De l'heroisme bressol,
Els invasors,
No et trepitjaran mai.
En el teu blau cel en els teus auras,
en les teves muntanyes i en el teu mar
Resplendeix i batega el poema
De la teva estimada llibertat.
El teu pavelló, que en els combats
La victòria va il·luminar
No veurà mai apagats
Les seves estrelles i el seu sol
Terra de joia, de sol i d'amors
A la teva falda dolç és viure
És una glòria per als teus fills
Quan t'ofenen per tu morir.